# Тамасула-де-Гордьяно (муниципалитет)
Тамасула-де-Гордьяно (исп. Tamazula de Gordiano) — муниципалитет в Мексике, в штате Халиско, с административным центром в одноимённом городе. Численность населения, по данным переписи 2020 года, составила 33 713 человек.

## Общие сведения
Название муниципалитета составное: Tamazula с языка науатль можно перевести как место жаб, а Gordiano дано в честь генерала Гордьяно Гусмана.
Площадь муниципалитета равна 1363,7 км², что составляет 1,7 % от общей площади штата, а наиболее высоко расположенное поселение Лас-Трохас находится на высоте 1900 метров.
Тамасула-де-Гордьяно граничит с другими муниципалитетами штата Халиско: на севере с Гомес-Фариасом, Консепсьон-де-Буэнос-Айресом и Масамитлой, на востоке с Валье-де-Хуаресом и Санта-Мария-дель-Оро, на юге с Хилотлан-де-лос-Долоресом и Текалитланом, на западе с Сапотильтиком и Сапотлан-эль-Гранде.

## Учреждение и состав
Муниципалитет был образован в 1824 году, по данным 2020 года в его состав входит 154 населённых пункта, самые крупные из которых:
| Код INEGI                  | Населённый пункт                                                                                           | Численность населения (2005 год) | Численность населения (2010 год) | Численность населения (2020 год) |
| -------------------------- | --- | -------------------------------- | -------------------------------- | -------------------------------- |
| 085                        | Всего | 35987                            | 37986                            | 38955                            |
| 0001                       | Тамасула-де-Гордьяно (исп. Tamazula de Gordiano) 19°40′32″ с. ш. 103°15′14″ з. д. (административный центр) | 17441                            | 18787                            | 19113                            |
| 0173                       | Виста-Эрмоса (исп. Vista Hermosa (Santa Cruz del Cortijo)) 19°41′43″ с. ш. 103°20′15″ з. д.                | 3420                             | 3490                             | 3884                             |
| 0038                       | Контла (исп. Villa de Contla (Contla)) 19°45′05″ с. ш. 103°11′00″ з. д.                                    | 1752                             | 2043                             | 2102                             |
| 0156                       | Соятлан-де-Афуэра (исп. Soyatlán de Afuera) 19°41′24″ с. ш. 103°16′58″ з. д.                               | 1357                             | 1543                             | 1810                             |
| 0053                       | Ла-Гарита (исп. La Garita) 19°46′30″ с. ш. 103°07′31″ з. д.                                                | 1278                             | 1060                             | 1213                             |
| 0153                       | Сан-Висенте (исп. San Vicente) 19°39′02″ с. ш. 103°15′05″ з. д.                                            | 971                              | 1044                             | 1030                             |
| 0146                       | Сан-Франсиско (исп. San Francisco) 19°43′02″ с. ш. 103°11′38″ з. д.                                        | 845                              | 886                              | 848                              |
| 0020                       | Кальехонес (исп. Callejones) 19°40′07″ с. ш. 103°15′50″ з. д.                                              | 637                              | 728                              | 779                              |
| 0111                       | Пасо-де-Ганадо (исп. Paso de Ganado) 19°43′13″ с. ш. 103°12′34″ з. д.                                      | 566                              | 624                              | 604                              |
| 0010                       | Арройо-Ондо (исп. Arroyo Hondo) 19°40′52″ с. ш. 103°18′08″ з. д.                                           | 242                              | 293                              | 502                              |
| —                          | Прочие | 7478                             | 7490                             | 7070                             |
| Названия на карте Генштаба | |                                  |                                  |                                  |

## Природные ресурсы
Муниципалитет располагает следующими ресурсами:
- 53 800 гектар леса, преимущественно состоящие из таких видов деревьев как сосна, дуб, леуцена, земляничное дерево, мескито и парота;

- минеральные — месторождения золота, серебра, железа, мрамора, кварца, кремнезема, талька и извести.

## Экономическая деятельность
По статистическим данным 2000 года, работоспособное население занято по секторам экономики в следующих пропорциях:
- сельское хозяйство, животноводство и рыбная ловля — 34,5 %;
- промышленность и строительство — 21,4 %;
- торговля, сферы услуг и туризма — 41,7 %;
- безработные — 2,4 %.

## Инфраструктура
По статистическим данным 2020 года, инфраструктура развита следующим образом:
- электрификация: 98,9 %;
- водоснабжение: 94,9 %;
- водоотведение: 99 %.